# Echeveria elegans
Echeveria elegans — вид квіткових рослин роду ечеверія (Echeveria) родини товстолистих (Crassulaceae).

## Біномінальна назва
Швейцарський ботанік Альфонс Декандоль у 1828 році назвав рід сукулентних рослин, до яких належить описуваний вид, на честь Атанасіо Ечеверрії (ісп. Atanasio Echeverría), мексиканського художника та натураліста XVIII століття, який ілюстрував книжки з флори Мексики. Видова ж назва elegans у перекладі з латинської означає вишуканий, прекрасний. Означення elegans вид отримав завдяки своїм декоративним якостям, формі та приємному зовнішньому вигляду. Буквально — ечеверія прекрасна.

## Синоніми
Крім біномінальної назви виду Echeveria elegans, що на сьогодні є загальноприйнятою, у літературі можна знайти інші синоніми:
- Echeveria albicans E.Walther
- Echeveria elegans var. kesselringiana Poelln
- Echeveria perelegans A.Berger
- Echeveria potosina E.Walther

## Опис
Багаторічна трав'яниста рослина із соковитим листям. Стебло сягає 5 см у висоту з бічними дочірніми розетками. Листки розташовані в щільній розетці, довгасті, 3—6 см завдовжки та приблизно 1 см завширшки. Листки світло-зеленого кольору з блакинтувато-білим восковим нальотом. Квіти червоно-жовті.

## Поширення
Ендемічний вид. Росте в напівпустелях Мексики.

## Розведення
Завдяки своєму зовнішньому вигляду Echeveria elegans розводять як декоративну рослину для прикрашання кам'яних садів або вирощують у горщиках. Цей вид добре росте в субтропічному кліматі, такому як у південній Каліфорнії.

## Галерея

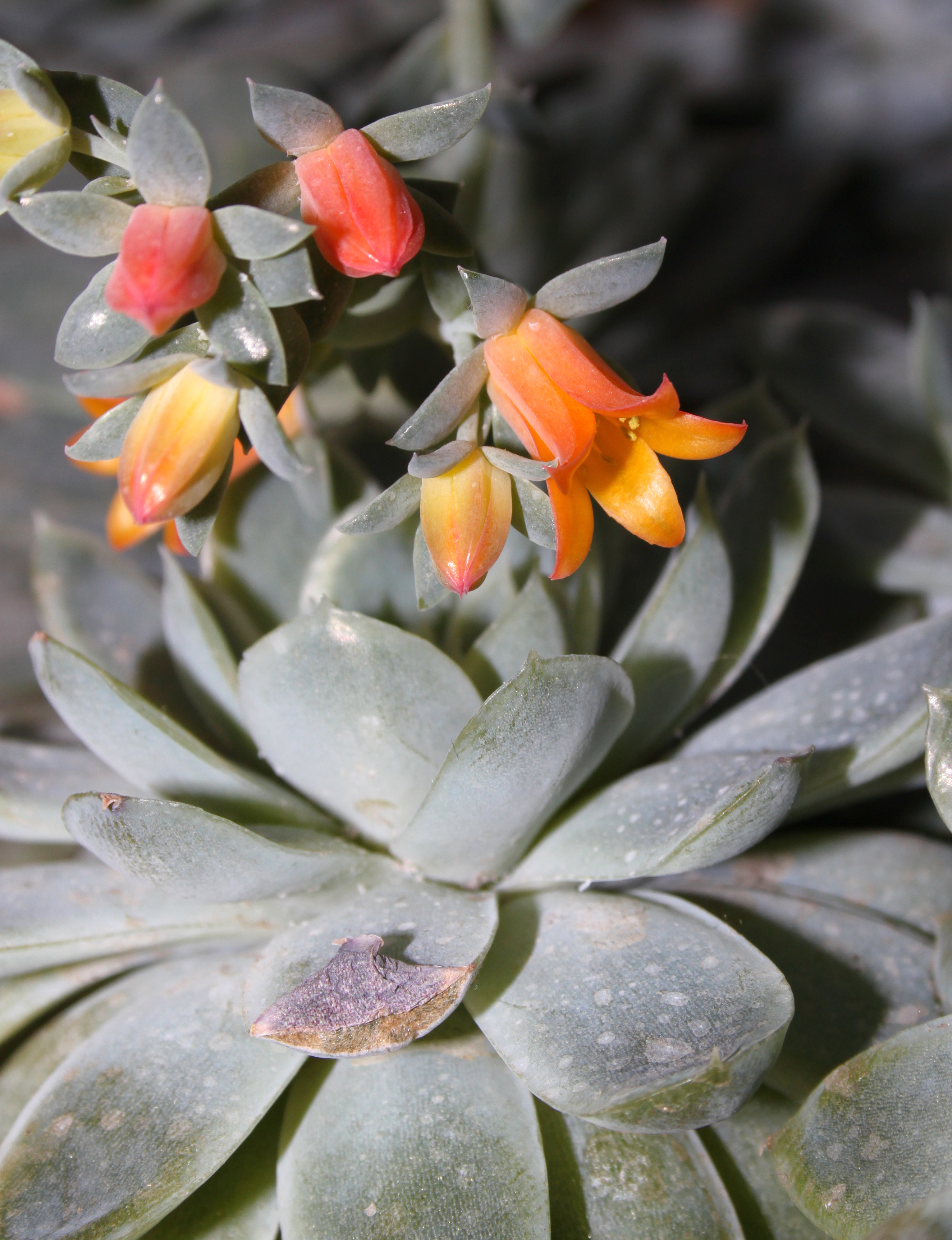
Квіти
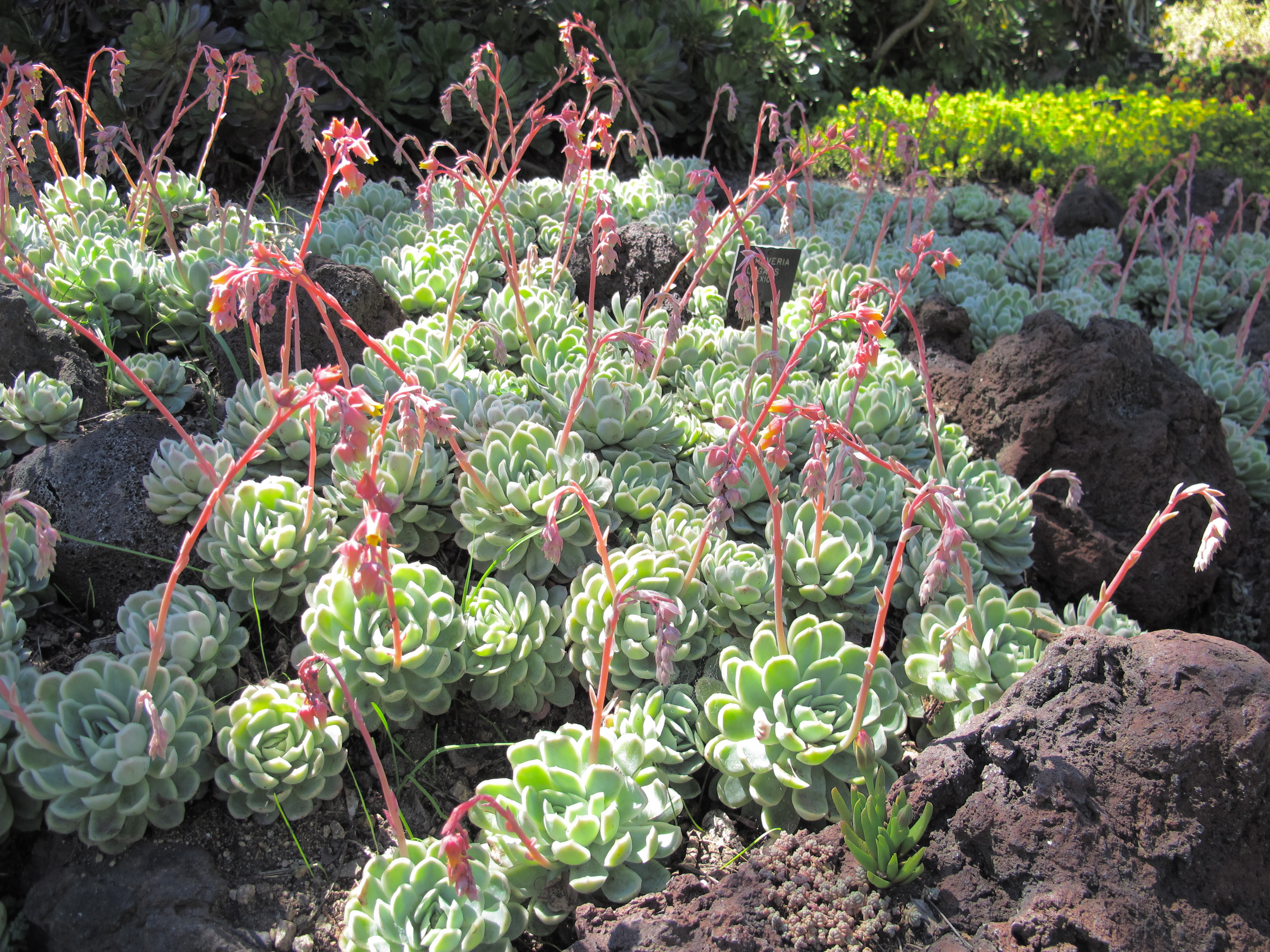
Рослини, вирощені в Каліфорнії
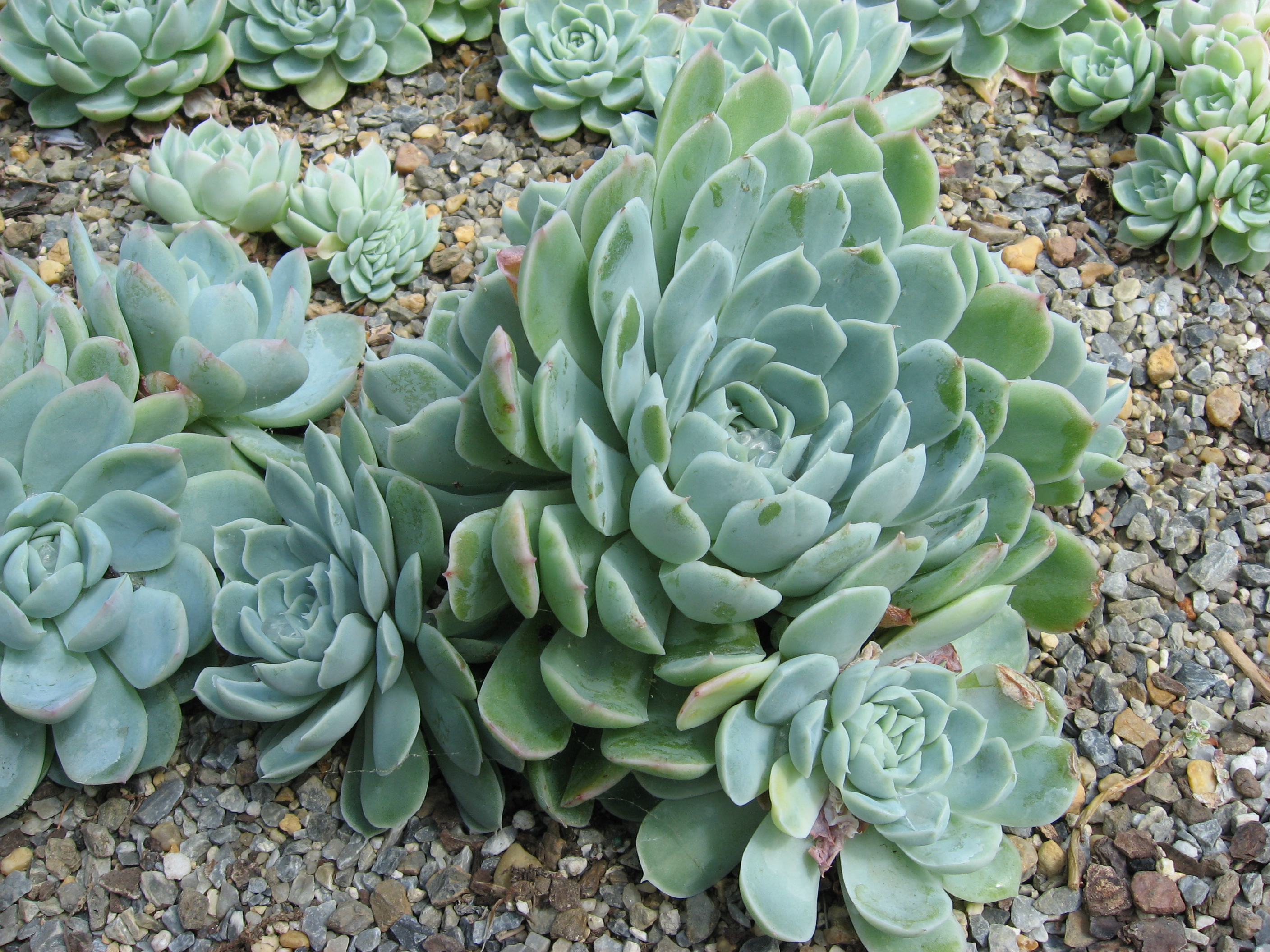